# Theo Hutchcraft
 (août 2018).
Pour les articles homonymes, voir Hutchcraft.
Theodore David Hutchcraft, né le 30 août 1986, est un chanteur et auteur-compositeur britannique, essentiellement connu pour être le chanteur du duo musical Hurts. 

## Carrière musicale

### Hurts (2009 - aujourd'hui)
Theo Hutchcraft forme, avec Adam Anderson, le duo musical anglais Hurts. Ce dernier a gagné en notoriété avec sa chanson Wonderful Life publiée durant l'été 2009. Le dernier album en date du groupe s'intitule Faith et est sorti en 2020. Le groupe signe en 2013 une collaboration avec Calvin Harris et Alesso sur le titre Under Control.

## Biographie
Theo Hutchcraft a révélé lors d'une interview au Daily Record avoir été blessé à l’œil lors du tournage du clip de Blind, titre présent dans le deuxième album studio de Hurts. 
Sur cet incident, il déclare être tombé dans des escaliers et avoir heurté une porte en fer. Le médecin lui aurait déclaré qu'à un demi centimètre près, il perdait son œil. On peut apercevoir les conséquences de son accident dans la vidéo du live de Blind donné par Hurts sur la radio finlandaise Nova Stage.

## Discographie
Avec Hurts:
- Happiness (2010)
- Exile (2013)
- Surrender (2015)
- Desire (2017)
- Faith (2020)